# Radio Valladolid
EAJ-47 Radio Valladolid pertenece a la Cadena SER y es la emisora de radio decana en la ciudad de Valladolid con mayor éxito de audiencia en Castilla y León. Tiene  su sede en la Calle de la Estación, 3 de Valladolid y comparte instalaciones con las emisoras musicales que son propiedad del Grupo Prisa: Los 40 (90.90 MHz FM), Los 40 Classic (98.10 MHz FM) y Cadena Dial (100.40 MHz FM). Sus coordenadas de situación son: 41°38′39″N 4°43′33″O / 41.64417, -4.72583.

## Equipo directivo
| Cargo                                                 | Identidad                      |
| Director Regional de la Cadena SER en Castilla y León | Jesús Jaime Mateos Peña        |
| Director de Contenidos Regional                       | José Javier Juan de las Cuevas |
| Directora Económico-Financiera Regional               | María José Macías              |
| Coordinador Regional de Musicales                     | Vicente Castro                 |
| Jefe de Deportes                                      | José Ignacio Tornadijo Díaz    |

## Audiencia
Los últimos datos de audiencia del Estudio General de Medios (EGM) confirman que Radio Valladolid es la emisora líder de audiencia en Valladolid (91.000 oyentes), superando a la COPE (55.000), Onda Cero (53.000), RNE (27.000) y esRadio (14.000).
La Cadena SER también es líder de audiencia en Castilla y León (280.000 oyentes), superando a la COPE (264.000), Onda Cero (149.000), RNE (89.000) y esRadio (66.000).

## Frecuencias
| Emisoras de Radio Valladolid Cadena SER en la ciudad de Valladolid | Frecuencias     | Responsables         |
| Cadena SER Radio Valladolid AM                                     | 1.044 (kHz) OM  | Pilar Herrero Prieto |
| Cadena SER Radio Valladolid FM                                     | 106.70 (MHz) FM | Pilar Herrero Prieto |
| SER+ Valladolid                                                    | 101.90 (MHz) FM | Pilar Herrero Prieto |
| LOS40 - Valladolid                                                 | 90.90 (MHz) FM  | Vicente Castro       |
| LOS40 CLASSIC - Valladolid                                         | 98.10 (MHz) FM  | Vicente Castro       |
| CADENA DIAL - Valladolid                                           | 100.40 (MHz) FM | Vicente Castro       |

| Emisoras de Cadena SER en la provincia de Valladolid | Frecuencias     | Responsables                 |
| Radio Medina - Cadena SER                            | 89.20 (MHz) FM  | Fernando J. Berzosa Martínez |
| Radio Peñafiel - Cadena SER                          | 105.80 (MHz) FM | Fernando J. Berzosa Martínez |

## Programación
- Horarios y programación diaria. Archivado el 5 de marzo de 2010 en Wayback Machine.

### Programación nacional
Radio Valladolid emite en cadena con el resto de emisoras de la Cadena SER la programación nacional que  se realiza en los estudios de Radio Madrid o Radio Barcelona.
| Programa                 | Horario                      | Director/a             |
| Hoy por hoy              | 06:00-12:20                  | Àngels Barceló         |
| Hora 14                  | 14:00-15:00                  | Javier Casal           |
| Ser Deportivos           | 15:00-15:20                  | Francisco José Delgado |
| La Ventana               | 16:00-20:00                  | Carles Francino        |
| Hora 25                  | 20:00-23:30                  | Aimar Bretos           |
| El larguero              | 23:30-01:30                  | Manu Carreño           |
| El Faro                  | 01:30-04:00                  | Mara Torres            |
| Si amanece nos vamos     | Lunes a viernes, 04:00-06:00 | Roberto Sánchez        |
| A vivir que son dos días | Fin de semana, 08.00-12.00   | Javier del Pino        |
| Hora 14 fin de semana    | Fin de semana, 14.00-15.00   | Aida Bao               |
| Carrusel deportivo       | Fin de semana, 15.00-01.30   | Yago de Vega           |

- Durante el fin de semana se emiten más programas: Las noches de Ortega con Juan Carlos Ortega, El grupo con Silvia Abril y Toni Acosta, Punto de fuga con Pablo Morán, SER Consumidor con Jesús Soria, SER Aventureros con José Antonio Ponseti, Matinal SER con José Antonio Piñero, El cine en la SER con Pepa Blanes y José Manuel Romero, SER Historia con Nacho Ares, La Hora Extra con Marta García, Entre tiempos con Ana M. Concejo, Sofá Sonoro con Alfonso Cardenal, Un libro, una hora con Antonio Martínez Asensio, Nadie Sabe Nada con Andreu Buenafuente y Berto Romero y Acento Robinson con Michael Robinson.

- Además, la oferta de humor de la SER se completa con las emisiones en streaming en la app de la SER y Cadenaser.com de La lengua moderna con Quequé y Valeria Ros (cada lunes a las 19,00 horas), Buenismo bien con Manuel Burque y Quique Peinado (los martes a las 19,00 horas), Si sí o si no con Jorge Ponce (cada miércoles a las 19,00 horas) y Comedia perpetua.

- Cada hora se emiten boletines informativos con la última hora nacional e internacional; y la actualidad regional, en días laborables, a partir del minuto 3, a las 10:00, 11:00, 16:00, 17:00 y 18:00 horas.

### Programación local y regional
Radio Valladolid - Cadena SER emite los siguientes programas:
| Programa                      | Horario                      | Director/a |
| Hoy por Hoy Castilla y León   | 06:50 y 07:50                | Eva Marín |
| Hoy por Hoy Valladolid        | 07:20 y 08.20                | Mario Javier Alejandre Alejandre                                                                                       |
| Hoy por hoy Valladolid        | 12.20 a 14.00                | Carlos Flores Puertas, Mario Javier Alejandre Alejandre                                                                |
| Hora 14 Castilla y León       | 14.05 a 14.20                | Lara Vegas Crespo |
| Hora 14 Valladolid            | 14.20 a 14.30                | Beatriz Sanz Olandía                                                                                                   |
| SER Deportivos Valladolid     | Lunes 15.05 a 16.00          | José Ignacio Tornadijo Díaz, José Luis Rojí Prieto, Carlos Raúl Martínez García                                        |
| SER Deportivos Valladolid     | 15.20 a 16.00                | José Ignacio Tornadijo Díaz, José Luis Rojí Prieto, Carlos Raúl Martínez García                                        |
| La ventana Castilla y León    | 19.20 a 19.40                | José Javier Juan de las Cuevas, Lara Vegas Crespo, Juan Francisco Rojo                                                 |
| Hora 25 Castilla y León       | 20.25 a 20.30                | José Manuel Gozalo García                                                                                              |
| Hora 25 Deportes Valladolid   | 20.50 a 21.00                | José Ignacio Tornadijo Díaz, José Luis Rojí Prieto, Carlos Raúl Martínez García                                        |
| Matinal SER Castilla y León   | Fin de semana, 08:50 a 09:00 | Manuel Rodríguez Montón                                                                                                |
| A vivir Castilla y León       | Fin de semana, 13:05 a 14:00 | Diego Merayo Caramazana                                                                                                |
| Hora 14 Castilla y León       | Fin de semana, 14.05 a 14.30 | Manuel Rodríguez Montón                                                                                                |
| Carrusel Deportivo Valladolid | Retransmisiones especiales   | José Ignacio Tornadijo Díaz, José Luis Rojí Prieto, Carlos Raúl Martínez García, Nacho Bailador, Carlos Flores Puertas |

## Historia
El primer núcleo de radiodifusión castellana se originó alrededor de los años treinta en la ciudad de Burgos, gracias a la intuición de dos jóvenes empresarios: Fidel Ángel Martínez Sáez y Manuel Mata Villanueva que no tardaron en ganarse la confianza del Gobierno de la República para poner en marcha estaciones comerciales de radiotelefonía sin hilos en Valladolid y en Burgos.
Una vez conseguido el material necesario para comenzar las retransmisiones, la primera etapa de la radio en Valladolid estuvo caracterizada por un largo periodo de pruebas. Así pues, los orígenes de EAJ-47 Radio Valladolid se remontan a finales del año 1932 con las primeras emisiones experimentales que trataron de mejorar tanto la calidad del sonido como los numerosos problemas en temas de equipaje, programación o licencias, ya que surgió al amparo legal del Decreto de 8 de diciembre de 1932 que facultaba a la Dirección General de Telecomunicaciones del Ayuntamiento de Valladolid para autorizar la instalación de estaciones radiodifusoras de carácter local.
Los concesionarios fueron Manuel Mata Villanueva y Fidel Ángel Martínez quienes no tardaron en ganarse la confianza del Gobierno de la República para poner en marcha estaciones comerciales de radiotelefonía sin hilos en Valladolid y en Burgos y en nombre de la Sociedad Radio Castilla-Valladolid (primitiva denominación de la emisora, al igual que la estación hermana en Burgos) solicitaron la instalación de una emisora de carácter local y de pequeña potencia, pues el máximo permitido era de 0,2 kW y una longitud de onda (L.O.) de 201.10 metros.
Un gran avance fue la adquisición de un espacio permanente desde el cual comenzar las retransmisiones oficiales de EAJ-47 Radio Valladolid. Se escogieron tres habitaciones del entonces llamado Hotel Francia, su primera sede, en la Calle de Teresa Gil (denominado tras la Guerra Civil como Hotel Fernando e Isabel). Una habitación (la sala de máquinas) albergó el equipo emisor. Otra habitación fue convertida en despacho administrativo y de programación. La última de las habitaciones fue acondicionada como estudio o locutorio. Sin haber empezado aún sus emisiones oficiales, EAJ-47 Radio Valladolid tuvo que luchar para ganarse la atención de los ciudadanos de Valladolid, en directa competencia con la potente programación de Unión Radio Madrid.
Los primeros responsables de la emisora fueron José Alonso de la Riva, Jesús Varona y Pérez Hernández. La antena estaba tendida entre los edificios de las Calles de la Sierpe y de Teresa Gil. Disponía de una longitud de 100 metros y estaba sujeta a dos postes metálicos. La altura total de la antena era de 55 metros y dominaba por completo toda la edificación inmediata.
Aunque la inauguración de las emisiones regulares de EAJ-47 Radio Valladolid estaba prevista para los primeros días del otoño de 1933, no comenzaría oficialmente a emitir hasta finales de enero del siguiente año. Una de sus emisiones en pruebas fue la retransmisión de un acto político de Miguel Maura desde el Teatro Principal de la capital. El 25 de octubre de 1933 se produjo una avería que provocó el corte de las emisiones durante tres días, obligando a retrasar la inauguración oficial de la emisora.
Durante todo el mes de enero de 1934, EAJ-47 Radio Valladolid hizo sus pruebas contando con un público que cada vez más se mostraba impaciente y emocionado a la hora de presenciar el inminente comienzo de las emisiones. Finalmente, la emisión inaugural tuvo lugar a las 14.00 horas del 1 de febrero de 1934, siendo la voz de una locutora femenina, la Señorita Ana Eugenia Viliesid Russell, la primera speaker que se dirigió a los oyentes de la estación radiodifusora EAJ-47 Radio Castilla-Valladolid con una breve presentación en la que ella misma se dirigió a los radioyentes con un caluroso saludo: Señoras, señores: Las primeras palabras que pronuncie ante el micrófono como locutora o speaker de E.A.J.-47, Radio Castilla-Valladolid, han de ser de expresión de mi saludo cariñoso y cordial a todos los radioyentes. Espero que el gran deseo de hacer desde este puesto una labor agradable a los señores radioyentes, a la vez que de utilidad para esta emisora, compensará en cierto modo mi falta de méritos, y me será agradable contribuir, aunque en parte mínima, al éxito de EAJ-47 Radio Castilla-Valladolid (según la transcripción que hizo el diario "El Norte de Castilla" por aquel entonces). La emisión continuó con un tañido de campanas y las primeras notas de la sintonía. Después se ofreció música, cartelera de teatros y cines, noticias y avisos variados. La prensa de la época aplaudió la perfección de las audiciones y la calidad de sus programas inaugurales. En palabras del primer directo de la emisora: Hemos recibido el espaldarazo que nos ha armado caballeros del éter.
La inauguración de las instalaciones fue todo un éxito. Al día siguiente, el 2 de febrero de 1934, El Norte de Castilla dedicaba una página entera a la descripción del evento, con entrevistas exclusivas y fotos de las instalaciones y de los protagonistas. En un ambiente de júbilo y expectación se daba la bienvenida a una de las maravillas de la tecnología moderna. También se recogió el contenido de la programación: Tendrá tres emisiones diarias, con un total de emisión de cuatro horas diarias: sobremesa de dos a tres de la tarde; sección especial propia de cada día, de seis a siete, y emisión de la noche, de nueve y media a once y media.
Ana Eugenia Viliesid Russell abandonó la ciudad de Valladolid casi al comienzo de la Guerra Civil, el 18 de julio de 1936. Fue sustituida por la locutora Clarita Echevarría, que permaneció en su puesto de trabajo hasta su jubilación, en 1975.
Entre los pioneros hay otra figura principal, la del técnico Ángel Pérez Navas, proveniente de Telégrafos, que con gran capacidad organizativa se convirtió en el hombre de confianza de los concesionarios, hasta el punto de que una vez acabada la Guerra Civil, el 1 de abril de 1939, se hizo cargo del arrendamiento de la explotación de la emisora, y sus instalaciones se trasladaron al primer piso del edificio de La Unión y el Fénix Español, en la Calle Santiago.
El 18 de julio de 1936 un destacamento de soldados del Acuartelamiento Farnesio, al mando del Capitán Estefanía, ocupó la estación radiodifusora EAJ-47 Radio Valladolid. En las primeras semanas de la ocupación militar, destacados falangistas como Dionisio Ridruejo y Onésimo Redondo lanzaron sus soflamas a través de Radio Valladolid.
El 24 de agosto de 1936 comenzó sus emisiones Radio Falange Española, número 1 (Radio FE-1) con el objeto de difundir noticias y propaganda de los sublevados. Estuvo dirigida por el célebre americanista Demetrio Ramos y el filósofo Antonio Tovar hasta la llegada del Delegado de Cultura Popular, Antolín de Santiago y Juárez, en 1953, adoptando un talante más comercial y profesional y cambiando su denominación por La Voz de Valladolid al integrarse en la Red de Emisoras del Movimiento (REM).
Cuando Francisco Javier Martín Abril tomó las riendas de EAJ-47 Radio Valladolid en 1937, comenzó la expansión de su programación: transmisiones musicales, charlas culturales, concursos (El Pototeo), actuaciones en directo de rapsodas y cantantes como Lola Herrera y emisión de zarzuelas a cargo de una jovencísima Rosita Martín, quien comenzara a despuntar con tan solo 12 años encarnando a personajes como el Hada de la Alegría en unas emisiones que eran seguidas por todos los niños vallisoletanos hasta dos veces por semana.
En 1950 EAJ-47 Radio Valladolid entró a formar parte como emisora asociada de la Cadena SER y comenzó a retransmitir desde Radio Madrid los programas con más éxito producidos por la Sociedad Española de Radiodifusión (heredera de la histórica Sociedad Unión Radio) como La hora de las estrellas con Enrique Llovet, Cabalgata fin de semana con Bobby Deglané, Fantasía, Zarabanda (en la noche de los miércoles) con Ciriaco Planillo y Lorenzo Martínez Duque o el prestigioso Teatro del aire. Las emisiones locales se enriquecen a su vez con programas cara al público conducidos por Lorenzo Martínez Duque. También comenzaron a tomar fuerza las transmisiones deportivas, llevadas a cabo por Miguel Montalvo Penalti y Santiago Gallego.
En 1954 EAJ-47 Radio Valladolid se trasladó a la Calle de Calvo Sotelo (actualmente, Calle Doctrinos) e incrementó su plantilla con locutores y colaboradores como Félix González Ferrández, Félix Antonio González, Miguel Montalvo, Santiago Gallego, Ángel María de Pablos, Ignacio Mateos, Leandro Pérez, Francisco Mendizábal, Rita Recio o Pilar García Santos.
En 1960 ingresó en EAJ-47 Radio Valladolid el periodista Rafael González Yáñez, encargado de realizar todas las mañanas el famoso Brindis Musical en compañía de Rosita Martín. Abrió Radio Valladolid a la modernidad con la creación de programas informativos, además de importantes novedades programáticas como el espacio de música joven Disco Clan presentado cara al público, por el que pasaron los más importantes artistas de entonces y se estrenó la música más avanzada que llegaba del Reino Unido y Estados Unidos: Los Beatles, Elvis Presley, Los Brincos, Los Bravos, Los Bee Gees... También eran los tiempos del famoso Señor Cipriano, hombre de pueblo, tosco y sincero que, con los guiones de Heras Lobato y Pilar García Santos, decía verdades como puños que, indefectiblemente, rozaban la censura de entonces.
En 1963, Virgilio Peña fue nombrado director de EAJ-47 Radio Valladolid. Durante este tiempo se trasladaron los equipos de alta frecuencia a las afueras de la ciudad. En febrero de 1964 la emisora se trasladó a la Calle Montero Calvo, número 7, 2.ª planta.
En 1975 llegó el impulso definitivo para EAJ-47 Radio Valladolid, cuando la Cadena SER adquirió la emisora y Radio Valladolid se constituyó en Sociedad Anónima, con Virgilio Peña como Consejero Delegado y Fernando Machado Gascón como Director de Antena.
Fernando Machado (descendiente de una histórica familia propietaria de emisoras en Andalucía) fue el primer director nombrado por la Cadena SER en 1976 en sustitución de Virgilio Peña que, desde la más profunda discreción y buen hacer, había dirigido la emisora durante uno de los periodos más críticos que, desde el punto de vista empresarial, había vivido EAJ-47 Radio Valladolid.
El 6 de octubre de 1977, el presidente del Gobierno Adolfo Suárez derogó la orden de 6 de octubre de 1939 por la que el Dictador Francisco Franco sometía a censura previa de Falange Española la programación de las cadenas de radio privadas. Estas emisoras estaban obligadas a conectar con los Diarios Hablados de Radio Nacional de España (RNE), pues la información general estaba reservada a la cadena oficial.
A partir de entonces comenzó el despegue comercial y programático de EAJ-47 Radio Valladolid. Rafael González Yáñez, a la sazón Jefe de Programas, puso en funcionamiento los Servicios Informativos locales y regionales como Matinal con Pilar García Santos,  Hora 25 con Carlos Blanco de corresponsal, la información deportiva a cargo de Javier Ares, programas especiales durante las elecciones, transmisiones de la constitución de las principales instituciones de Valladolid y de Castilla y León además de las primeras emisiones en cadena regional.
Un Real Decreto de 1981 otorgó las últimas concesiones en Onda Media (OM). Radio Valladolid, que venía emitiendo a través del 1.539 kHz de la Onda Media, pasó a ocupar la frecuencia actual del 1.044 kHz de la Onda Media. Otro Decreto de la Junta de Castilla y León repartió en 1999 las últimas concesiones en Frecuencia Modulada. Desde agosto de 2000 SER Duero emite desde los estudios de la Calle Manuel Gutiérrez Mellado número 5, 3.ª planta (Tordesillas) la misma programación de Radio Valladolid a través del 106.70 MHz de la Frecuencia Modulada (FM).
A comienzos de 1980, la aparición de Los 40 Principales, hasta entonces Radio Valladolid FM (90.90 MHz), supuso una pequeña revolución en la radio: el desarrollo de la radio temática musical en Valladolid a través de la Frecuencia Modulada (FM), en sonido estéreo y con media docena de jóvenes disc-jokeys, entre los que se encontraba Carlos Flores Puertas, recién llegado a la emisora en 1983 para presentar un programa musical nocturno: De escándalo.
Paralelamente, los contenidos de la Onda Media (OM) comenzaron a basarse más en la palabra, en el desarrollo de los temas de actualidad y en la hegemonía de los Servicios Informativos que en el mero entretenimiento. Así comenzaron a emitirse algunos espacios locales que precedieron al estreno de Hoy por hoy Valladolid, el 22 de septiembre de 1986: Onda Media, aquí la SER y Pido la palabra, ambos bajo la dirección de Carlos Blanco Álvaro.
Cuando el Grupo Prisa tomó las riendas de la Cadena SER, comenzaron los grandes contenedores de actualidad y de programas en cadena como Hoy por Hoy, La Ventana, Hora 25 y El Larguero, en sustitución de la programación local y acumulando buena parte de la audiencia de la radio en España.
A ello debe añadirse la aportación de las emisoras locales, tanto en espacios informativos como en los magazines, en continua evolución, hasta el punto de que a comienzos del año 2009, Radio Valladolid, que lleva el peso de la programación regional de la Cadena SER en Castilla y León dio un vuelco en la programación superando en tiempo de emisión, por vez primera en su historia, los espacios regionales a los de ámbito local y provincial. Con el nuevo siglo, Radio Valladolid se afianza como emisora cabecera regional y pone en marcha de la mano de Carlos Blanco Director Regional de contenidos nuevos proyectos radiofónicos con la cobertura de las 23 emisoras que forman el circuito de la Cadena SER en Castilla y León.
El 6 de noviembre de 2009, el Ayuntamiento de Valladolid aprobó el Plan de Implantación para la Infraestructura de Radiocomunicación presentado por la Sociedad Española de Radiodifusión, S.L. para el traslado de sus instalaciones a una nueva sede, en Calle de la Estación, número 3, donde realizó sus emisiones inaugurales el viernes 19 de febrero de 2010.

## Logotipos
La Cadena SER empezó a tener logotipo en 1955, el cual consistía en las siglas "SER" metidas en un conjunto de circunferencias concéntricas inclinadas hacia la derecha, simulando las ondas de radio. En 1977, la SER adopta un logotipo similar al anterior pero con las siglas SER en una fuente realizada en exclusiva y doblada (es decir, las siglas aparecían como concéntricas). Cuando el Grupo Prisa adquirió la SER en 1983, las siglas se triplicaron, al estilo de la CNN. En 1992 se introdujo en un rectángulo azul oscuro con las palabras "CADENA" encima de las siglas, coloreadas en amarillo. En 2007 se adopta el logotipo actual, con unas tonalidades más suaves, una fuente más suavizada y las siglas "SER" sin estar dobladas.

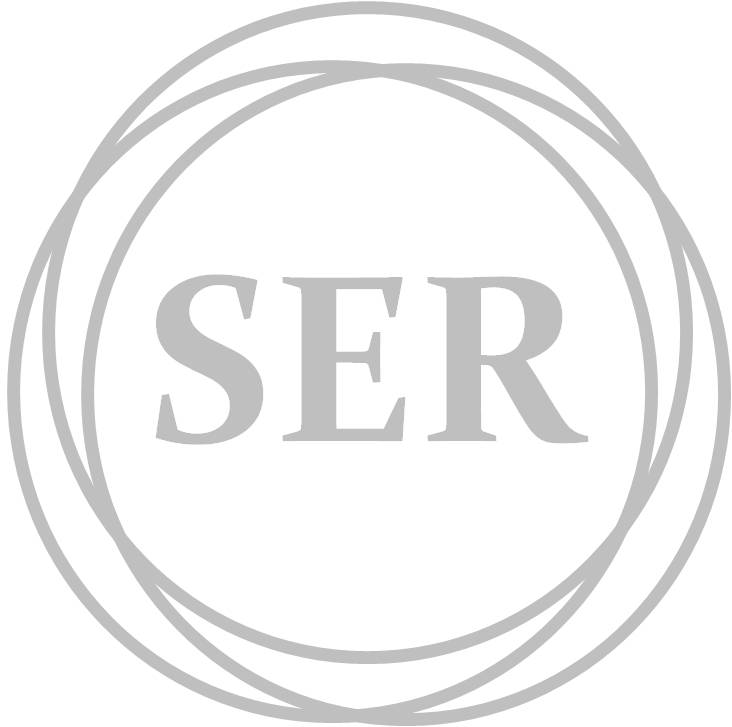
Logotipo de la Cadena SER de 1955 a 1977.
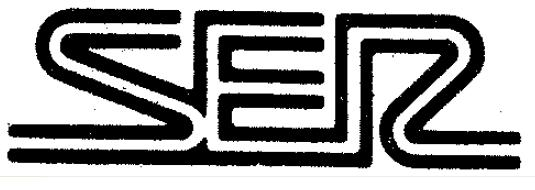
Logotipo de la Cadena SER de 1977 a 1983.
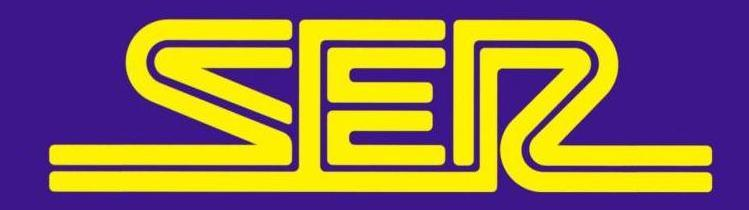
Logotipo de la Cadena SER de 1983 a 1992.
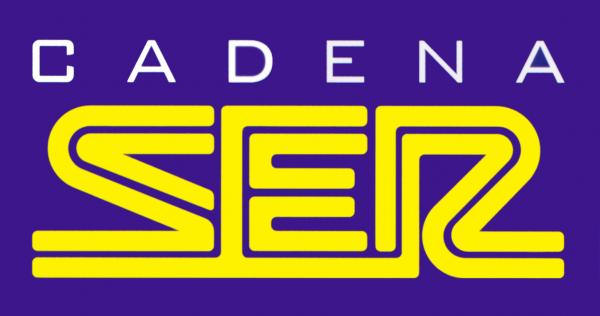
Logotipo de la Cadena SER de 1992 a 2007.
Logotipo de la Cadena SER de 2007 hasta hoy.